# Karlskoga församling
Karlskoga församling är en församling i Östra Värmlands kontrakt i Karlstads stift. Församlingen omfattar hela Karlskoga kommun i Örebro län (Värmland). 

## Administrativ historik
Församlingen bildades 1586 genom en utbrytning ur Knista församling och hade till 1589 namnet Möckelsbodars församling. 1630 utbröts Bjurtjärns församling, 1753 Karlsdals församling, som införlivades igen 17 mars 1922. 1883 utbröts Degerfors församling.
Församlingen var till 1 juli 1586 annexförsamling i pastoratet Knista, Hidinge och Karlskoga, därefter till 1594 annexförsamling i pastoratet Ölme, Varnum och Karlskoga, för att därefter till 1630 utgöra ett eget pastorat. Från 1630 till 1869 var församlingen moderförsamling i pastoratet Karlskoga och Bjurtjärn som från 1753 även omfattade Karlsdals församling. Från 1869 till 17 mars 1922 moderförsamling i pastoratet Karlskoga och Karlsdal som från 1883 även omfattade Degerfors församling, därefter till 1 maj 1926 moderförsamling i pastoratet Karlskoga och Degerfors. Från 1 maj 1926 utgör församlingen ett eget pastorat.
Församlingen ingår från 2025 i Södra Bergslagens pastorat tillsammans med Degerfors-Nysunds församling.

## Organister
| Period    | Namn                  | Levnadstid | Övrigt        |
| --------- | --------------------- | ---------- | ------------- |
| 1859-1894 | Anders Johan Hagström | 1821-1894  | Musikdirektör |
| 1895-1913 | Oskar Emil Brostedt   | 1856-1913  | Musikdirektör |
| 1917-1955 | Hjalmar Stenborg      | 1880-1955  | Musikdirektör |
| 1955-1976 | Per Georg Gustafsson  | 1914-1976  | Musikdirektör |
| 1981-1998 | Mona Gissler          | 1935-      | Musikdirektör |
| 1998-2008 | Kjell Johansson       | 1958-      | Organist      |
| 2008-2016 | Erika Sandström       | 1981-      | Organist      |
| 2017-     | Riccardo Gnudi        | 1986-      | Organist      |

## Series pastorum
| Period    | Namn                      | Levnadstid |
| --------- | ------------------------- | ---------- |
| 1586-1626 | Olaus Johannis Gestricius | -1626      |
| 1627-1662 | Jacobus Jonae             |            |
| 1663-1691 | Anundus Haqvinius         | 1625-      |
| 1692-1702 | Petrus Pauli Tingström    |            |
| 1703-1724 | Sveno Benedicti Letström  |            |
| 1725-1739 | Andreas Waller            | 1678-      |
| 1741-1754 | Erlandus Faxell           | 1696-1754  |
| 1756-1757 | Jonas Laurentii Hedlund   |            |
| 1760-1771 | Elias Johannis Wenerman   |            |
| 1773-1785 | Gustaf Kjellin            |            |
| 1787-1821 | Nils Kjellin              | 1755-1821  |
| 1824-1843 | Torbjörn Morén            |            |
| 1845-1866 | Clas Wahlund              |            |
| 1867-1899 | Tullius Hammargren        | 1814-1899  |
| 1900-1904 | Johan Nordenson           |            |
| 1923-     | Jakob Sillén              | 1872-      |
|           | Gunnar Hatt               |            |
| 2013-     | Pernilla Rosin            | född 1968  |

## Kyrkobyggnader
- Karlskoga kyrka
- Karlsdals kapell
- Lunedskyrkan
- Söderkyrkan
- Tavlans kapell
- Österledskyrkan